# 沙鹑属
沙鹑属（学名：Ammoperdix）为雉科的一个属。

## 下属物种
本属包括以下物种：
- 漠鹑 Ammoperdix griseogularis (Brandt, 1843)
- 沙鹑 Ammoperdix heyi (Temminck, 1825)